# Simone Balacchi
Simone Balacchi (Santarcangelo di Romagna, 1240 circa – Rimini, 3 novembre 1319) è stato un religioso italiano dell'Ordine dei frati predicatori.
Il suo culto come beato è stato confermato da papa Pio VII nel 1820.

## Biografia
Le sue origini famigliari sono ignote, ma è stato tramandato il nome di suo padre (Rodolfo). Abbracciò ventisettenne la vita religiosa come frate converso nel convento domenicano di Rimini: la tradizione agiografica parla di grandi sofferenze da lui subite a causa di gravi persecuzioni da parte degli uomini e del diavolo; gli attribuisce inoltre numerosi miracoli operati in vita.

## Il culto
La più antica notizia sul suo culto risale al 27 dicembre 1489, quando il suo corpo fu traslato nella chiesa di San Cataldo in Rimini e posto in un'arca a destra dell'ingresso principale dell'edificio. Nel 1817 i suoi resti furono trasferiti in una cappella eretta in suo onore nella collegiata di Santarcangelo di Romagna.
Papa Pio VII, con decreto del 14 marzo 1820, ne confermò il culto con il titolo di beato.
Il suo elogio si legge nel martirologio romano al 3 novembre.